# Dolmen de la Joselière

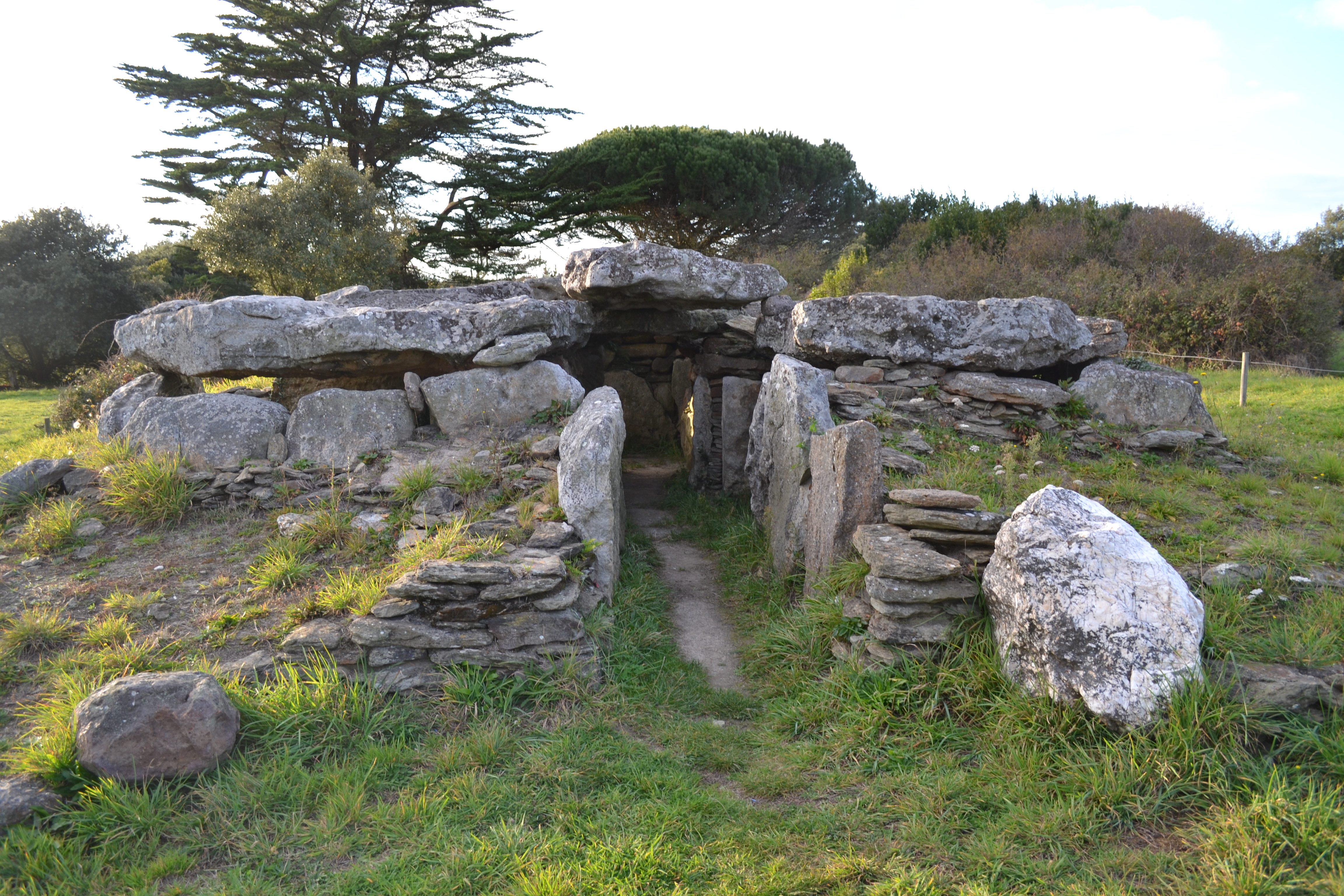
Der Dolmen de la Joseliére

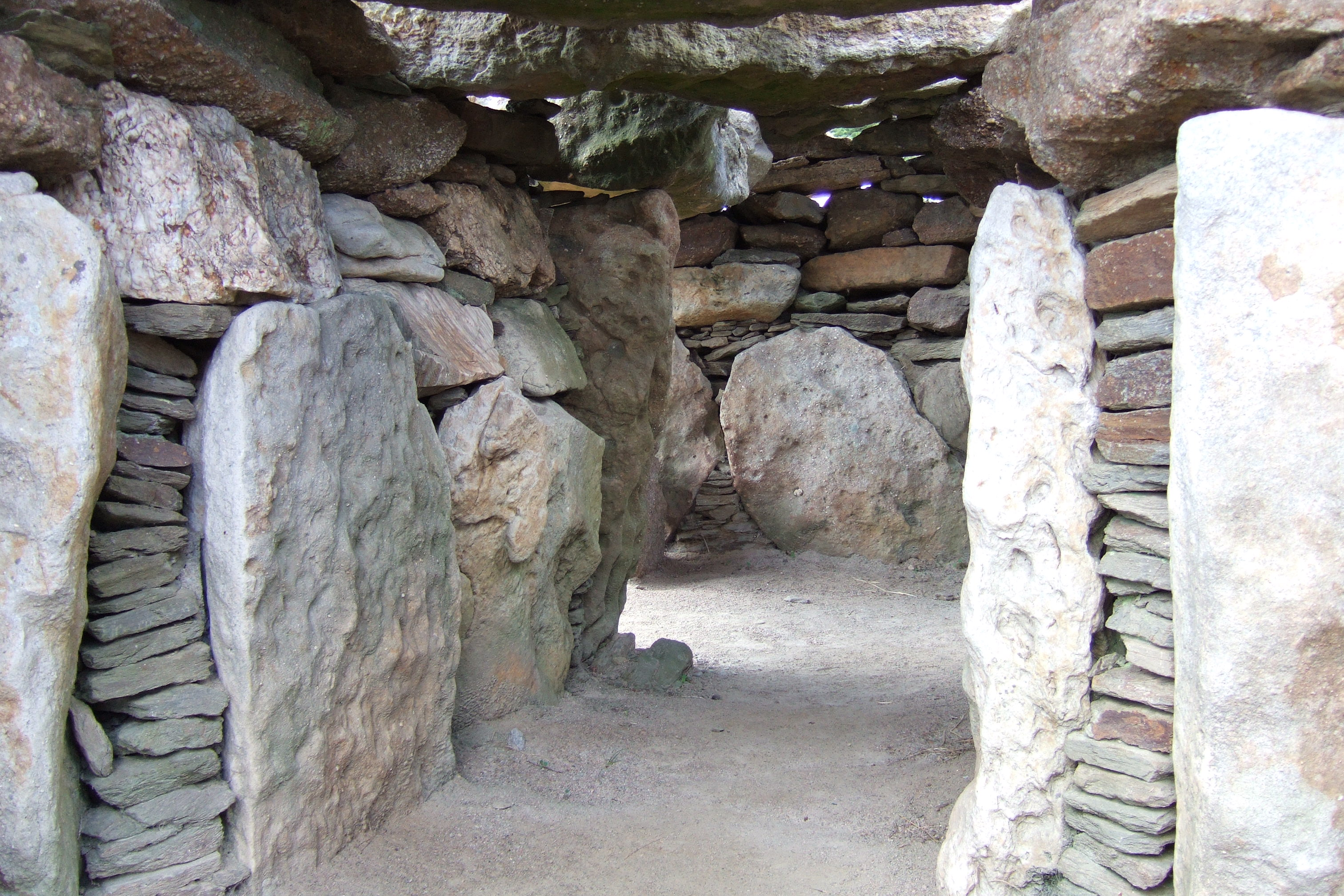
Innenansicht Richtung Endkammer im Vordergrund links und rechts sind Ansätze der Seitenkammern erkennbar

Der Dolmen de la Joselière ist ein Dolmen mit Seitenkammern. Er liegt südöstlich von Pornic, in "Le Clion sur Mer", im Département Loire-Atlantique in Frankreich. Dolmen ist in Frankreich der Oberbegriff für Megalithanlagen aller Art (siehe: Französische Nomenklatur).
Der Dolmen de la Joselière liegt in einem zwölf Meter langen terrassenartig gestuften rechteckigen Steinhügel, der von Trockenmauerwerk eingerahmt ist und von J. L’Helgouach restauriert wurde. Die Kammer besteht aus unregelmäßigen Tertiärsandsteinplatten. Der breite, im Osten gelegene Zugang, besitzt außen einen großen Block aus weißem Quarz. Die im Grundriss an ein Lothringer Kreuz (ohne Kopf) erinnernde Anlage hat zwei etwa mittig liegende Seitenkammern und eine große rechteckige Endkammer, die (ähnlich der Kammer A von Mousseaux) den Gang T-förmig abschließt. Er ist das Beispiel eines durch Steinterrassen gestützten Transeptdolmens. Diese späten Megalithbauten weisen baulich regionale Unterschiede auf. Einige hundert Meter südlich befindet sich der stark gestörte Dolmen du Pré d’Air oder La Pierre Creusée, ebenfalls aus Tertiärsandsteinplatten.

## Tourismus
Über Saint-Nazaire bzw. Pornic verläuft die Route Bleue (deutsch „Blaue Route“), an der elf bedeutende prähistorische Megalithmonumente liegen. Darunter befindet sich der Tumulus von Dissignac (No. 1) nahe der Stadt. Unter den Dolmen sind die Nr. 9–11 an der Pays de Rets besonders bekannt: der Croix de Sandun (3), der Kerbourg (4), der du Riholo (5), der des Rossignols (6), der Tumulus von Mousseaux westlich von Pornic (9), der Dolmen de la Joselière (10) und der du Pré d’Aire (11). Dazu kommen drei Menhire: der Menhir von Bissin (No. 2), der 2,1 m hohe Pierre de Couche (7) und der etwa 2,7 m hohe Menhir de la Pierre Attelée (8), der seit 1992 als historisches Denkmal klassifiziert ist.